# Trogoderma glabrum
Trogoderma glabrum is een keversoort uit de familie spektorren (Dermestidae). De wetenschappelijke naam van de soort werd in 1783 gepubliceerd door Johann Friedrich Wilhelm Herbst.